# Circondario del Mansfelder Land
Il circondario del Mansfelder Land (in tedesco Landkreis Mansfelder Land) era un circondario della Sassonia-Anhalt di 98.538 abitanti, che aveva come capoluogo Eisleben.
Venne creato il 1º luglio 1994, accorpando il circondario di Eisleben, raccogliendo la quasi totalità del territorio del circondario di Hettstedt e parte del territorio del circondario di Querfurt. Il 1º luglio 2007 è stato poi unito con il circondario di Sangerhausen, a formare il nuovo circondario di Mansfeld-Harz Meridionale.

## Città e comuni
(Abitanti al 31 dicembre 2006)
| Città 1. Eisleben (23.789) 2. Gerbstedt (2.993) 3. Hettstedt (15.379) 4. Mansfeld (8.841) 5. Sandersleben (Anhalt) (1.988) | Comuni 1. Abberode (374) 2. Ahlsdorf (1.860) 3. Alterode (528) 4. Amsdorf (531) 5. Arnstedt (590) 6. Aseleben (523) 7. Augsdorf (589) 8. Benndorf (2.447) 9. Bornstedt (945) 10. Braunschwende (584) 11. Bräunrode (477) 12. Burgsdorf (204) 13. Dederstedt (446) 14. Erdeborn (1.089) 15. Freist (353) 16. Friedeburg (Saale) (499) 17. Friedeburgerhütte (256) 18. Friesdorf (368) 19. Greifenhagen (271) 20. Harkerode (337) 21. Hedersleben (990) 22. Heiligenthal (826) 23. Helbra (4.572) 24. Hergisdorf (1.829) 25. Hermerode (127) 26. Hornburg (384) 27. Hübitz (377) 28. Ihlewitz (343) 29. Klostermansfeld (2.740) 30. Lüttchendorf (639) 31. Molmerswende (256) 32. Neehausen (275) 33. Quenstedt (846) 34. Osterhausen (1.052) 35. Ritterode (344) 36. Ritzgerode (87) 37. Röblingen am See (3.059) 38. Rottelsdorf (346) 39. Schmalzerode (287) 40. Seeburg (590) 41. Siersleben (1.554) 42. Stangerode (365) 43. Stedten (1.062) 44. Sylda (522) 45. Ulzigerode (200) 46. Walbeck (906) 47. Wansleben am See (1.815) 48. Welbsleben (743) 49. Welfesholz (210) 50. Wiederstedt (1.105) 51. Wippra (1.552) 52. Wimmelburg (1.337) 53. Zabenstedt (222) |